# Karneval in São Paulo
Der Karneval in São Paulo ist eine der Großveranstaltungen des Karnevals in Brasilien. Ähnlich wie in Rio de Janeiro findet ein Wettbewerb der Sambaschulen im Sambódromo do Anhembi am Freitag und Samstag vor dem Karneval statt.

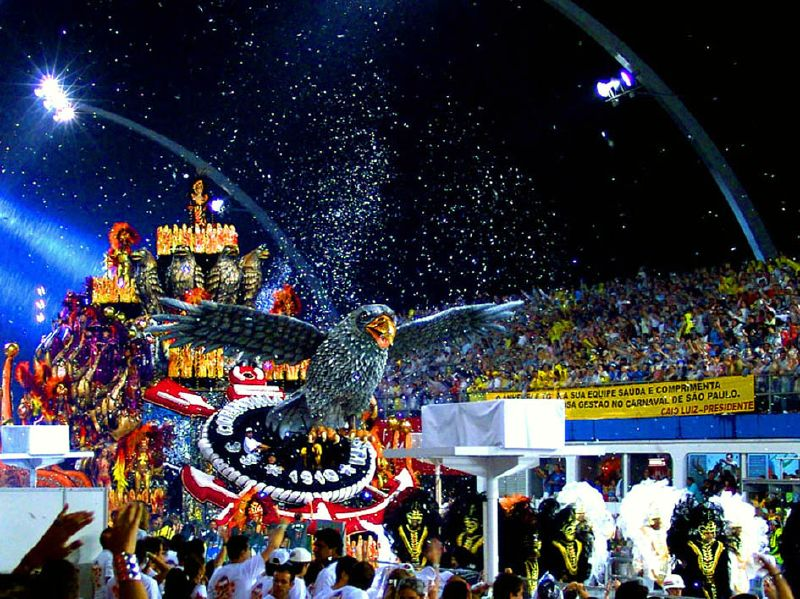
Gaviões da Fiel 2005

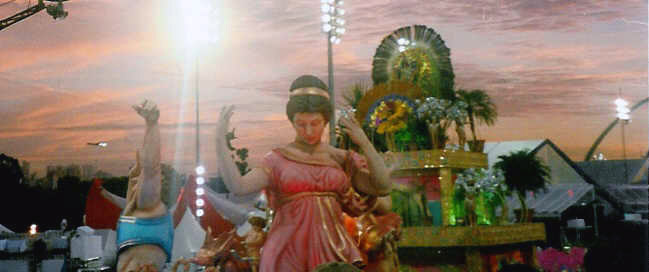
Abre as Alas de Ouro

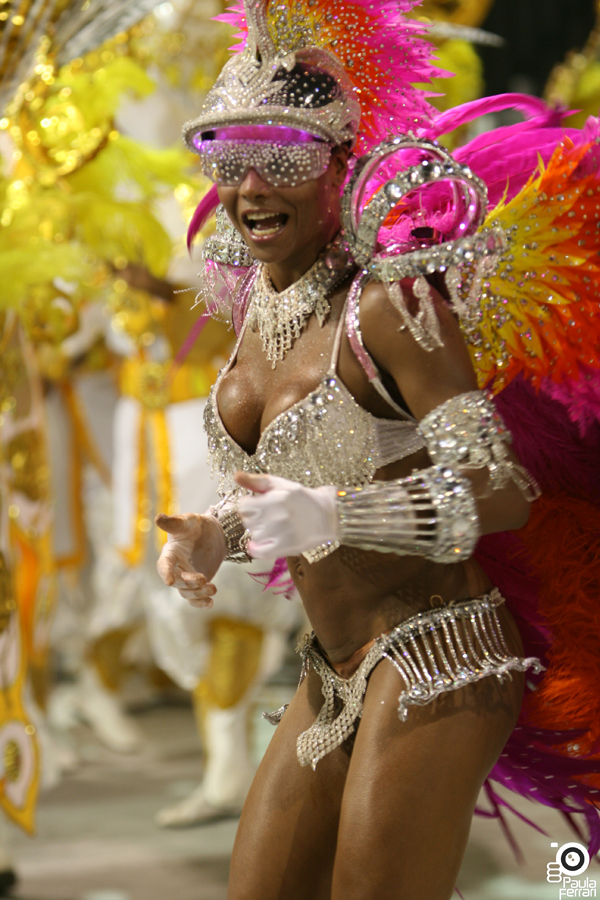
Adriana Bombom auf dem Karneval 2010

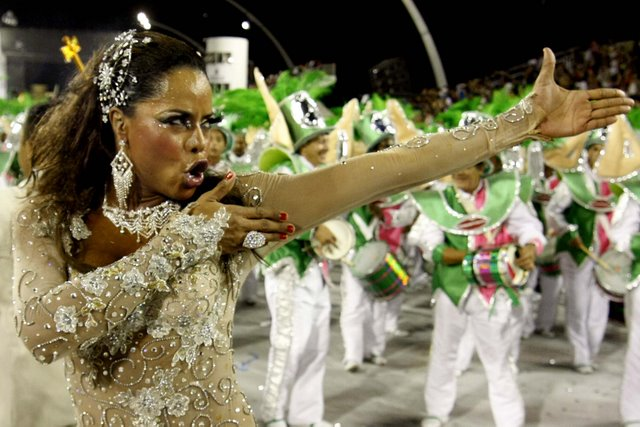
Adriana Bombom auf dem Desfile

## Geschichte
Der Karneval entwickelte sich in den Regionen Brasiliens wie Rio de Janeiro, Bahia und Pernambuco sehr unterschiedlich. Während der Karneval in Salvador, Recife und Olinda auf afrikanische Traditionen zurückgeht, basiert er in Rio de Janeiro auf organisierten Karnevalsvereinen und spätere Sambaschulen. Der Karneval in São Paulo wurde von der Landbevölkerung während der Kaffeekrise in die Stadt gebracht. Nach dem Preisverfall des Kaffees, kam es zu einer Masseneinwanderung der verarmten Landbevölkerung nach São Paulo und mit ihnen gab es die ersten Karnevalsveranstaltungen. Der Samba in São Paulo unterscheidet sich von dem in Rio de Janeiro durch seine Geschwindigkeit, Schrittfolge und Musik. Seine Wurzeln hat der Samba Paulista in der Arbeit der Kaffeeverarbeitung, so wie es Plínio Marcos ausdrückte:

„«O samba de trabalho, durão, puxado para o batuque». –  Der Samba der Arbeit, hält an, getrieben vom Batuque.“

Der Samba Paulistano wurde stark von afrobrasilianischen und stark rhythmusgeprägten Elementen wie dem Jongo-Macumba oder Caxambu geprägt. Während der Militärdiktatur wurden die Sambistas verfolgt. An der Peripherie São Paulos in den marginalen Stadtvierteln und Favelas entstand die Sambakultur bei freigelassenen Sklaven Ende des 19. Jahrhunderts, welche aus den Kaffeeplantagen kamen. Sie brachten ihre Instrumente mit, spielten einen tanzbaren und mitreißenden Samba, während sie von ihrem Alltagsleben sangen. Von den Autoritäten São Paulos wurden sie an den Rand der Stadt gedrängt und marginalisiert. Dionísio Barbosa (* 1891), ein freigelassener Sklave, gründete mit Cordão Barra Funda das erste Sambazentrum in Barra Funda, welches anfangs stark von den Karnevalstraditionen in Rio de Janeiro geprägt war. Die Mitglieder des Cordão Barra Funda marschierten auf der Straße in grünen Hemden und weißen Hosen, was 1953 zu der Gründung der ersten Sambaschule Camisa Verde e Branco führte. Die beiden ältesten Sambaschulen São Paulos Camisa Verde e Branco aus Barra Funda und Vai-Vai aus Bela Vista stammen aus alten Handwerkervierteln. Auch in São Paulo entwickelte sich der Karneval in einen Straßenkarneval, dem "Carnaval de Rua", bestehend aus Tänzen, Umzügen und volkstümliche Scherzen. 1934 organisierte die Prefeitura Municipal de São Paulo den Karneval. Ab den 1950er Jahren beherrschten die Sambaschulen wie Lavapés, Unidos do Peruche und Nenê de Vila Matilde zunehmend das Geschehen. 1995 fand der erste Karnevalsumzug der Sambaschulen in Ibirapuera statt.
1970 wurde die Tourismusbehörde Anhembi Turismo e Eventos da Cidade de São Paulo S/A gegründet, um die Karnevalsumzüge im Sambódromo zu bewerben. Dadurch wurde der Karneval in São Paulo instrumentalisiert. Kritiker merken an, dass sich der staatliche Einfluss negativ auf den kulturellen Aspekt des Karnevals auswirkt.
Die Sambaschulen sind in der UESP – União das Escolas de Samba Paulistanas organisiert. Eine andere Organisation ist die Liga Independente das Escolas de Samba de São Paulo, abgekürzt LigaSP.
1968 fand der erste Umzug der Sambaschulen in der Avenida São João statt. 1977 wurde der Umzug in die Avenida Tiradentes verlagert, wo ca. 30.000 Personen zuschauen konnten.
In den 1980er Jahren gewann die Sambaschule Mocidade Alegre mit ihrem Umzug "Embaixada, Sonho de Bamba" viele Titel und wurde dadurch berühmt.
1991 fanden die Umzüge in der Avenida Olavo Fontoura im Polo Cultural Grande Otelo statt, welches volkstümlich als Sambódromo do Anhembi bezeichnet wurde. Seit 2006 werden zwei Titel im Wettbewerb der Sambaschulen verliehen: Grupo Especial das Escolas de Samba und Grupo Especial das Escolas de Samba Desportivas. Der zweite Preis bezieht sich auf die Verbindung von Sambaschule und Fußballverein der Anhänger; so ist Mancha Verde beispielsweise mit dem Club Palmeiras und Gaviões da Fiel mit Corinthians verbunden. Für 2012 gibt es die Vision der Fábricas de Sonhos und der Cidade do Samba.
Geplant ist ein Komplex in São Paulo, wo die Sambaschulen ihre Kostüme und Allegorien herstellen und vermarkten können. Gedacht ist dieser Komplex auch als Tourismusattraktion im Hinblick auf die Fußballweltmeisterschaft und die kommenden Olympischen Spiele im Jahr 2016. Heute gibt es an die 200 Sambaschulen in São Paulo. Die größten sind Nenê de Vila Matilde, Vai-Vai, Camisa Verde e Branco, Unidos do Peruche, Mocidade Alegre und Rosas de Ouro. Eine weitere Bedeutung haben Barroca Zona Sul, Imperador do Ipiranga, Morro da Casa Verde, Acadêmicos do Tatuapé, Leandro de Itaquera, Acadêmicos do Tucuruvi, Águia de Ouro, Pérola Negra, Tom Maior und Unidos de Vila Maria.

## Moderner Karneval des 21. Jahrhunderts
Das Thema des Karnevals 2000 lautete die Geschichte Brasiliens in 14 Teilen, wobei jede Sambaschule eins dieser Teile in Allegorien nachbildete. Als neue Favoriten bildeten sich Vai-Vai und X-9 Paulistana, die eine Reihe von Titeln und Preise gewannen. Gefolgt wurden sie von Gaviões da Fiel und Leandro da Itaquera. Im Jahr 2002 gewann Gaviões da Fiel mit dem Thema "Xeque Mate" und 2003 mit "As Cinco Deusas Encatadas na Corte do Rei Gavião" und verarbeiteten damit fünf brasilianische Regionen in Allegorien. Die Sambaschule Mocidade nahm häufig sozialkritische Themen wie Wasserknappheit und die Armut im brasilianischen Nordosten. 2004 war das bestimmende Thema "O Novo Espelho de Narciso. Um Delírio Sobre os Heróis da Mitologia Paulistana"
Mocidade gewann mit dem Thema "Do Além-mar à Terra da Garoa… Salve esta gente boa.", indem sie die Eigenarten der Paulistanos besangen. Der Samba der Schule Imperador do Ipiranga gilt bis zum heutigen Tag als der beste Karnevalssong bis zum heutigen Tag. 2005 besangen Império de Casa Verde "Brasil: Se Deus é por nós, quem será contra nós". Dargestellt wurden auch viele polemische Themen wie zum Beispiel eine Hommage an den kriminellen Bicheiro-Patron Francisco Plumari Júnior, auch bekannt als Chico Ronda, welcher zuvor verstarb. 2008 erweckte Vai-Vai Aufsehen mit "Acorda Brasil! A saída é ter esperança", welches auf den wirtschaftlichen Aufstieg Brasiliens anspielt.

### Karneval 2011
Themen des Karnevals 2011:
- Unidos do Peruche: “Abram-se as cortinas! O espetáculo vai começar. 100 anos de Theatro Municipal de São Paulo. A Peruche vai contar” (Öffnet den Vorhang. Das Schauspiel beginnt. 100 Jahre Theatro Municipal de São Paulo)
- Tom Maior: "Salve Salve São Bernardo, Pedaço do meu Brasil - Terra Mãe dos Paulistas" (Gelobt sei São Bernardo, Stück meines Brasiliens – Muttererde der Paulistas)
- Acadêmicos do Tucuruvi: "Oxente, o que seria da gente sem essa gente? São Paulo: a capital do Nordeste" (Hoppla, was wäret ihr ohne diese Leute. São Paulo: Hauptstadt des Nordostens[19])
- Rosas de Ouro: "Abre-te Sésamo, a senha da sorte" (Öffne Dich Sesam, Zeichen des Glücks)
- Mancha Verde: "Uma ideia de gênio" (Eine Idee des Geistes)
- Vai-Vai: "A música venceu" (Die Musik hat gewonnen)
- Pérola Negra: "Abraão, o Patriarca da fé" (Abraham der Patriarch des Glaubens)
- Nenê de Vila Matilde: "Salis Sapientiae – Uma história do mundo!" (Salis Sapientiae – eine Geschichte der Welt)
- Águia de Ouro: "Com todo gás a Águia de Ouro é fogo!" (Mit dem ganzen Gas Águia de Ouro ist das Feuer)
- Mocidade Alegre: "Carrossel das Ilusões" (Karussell der Illusionen)
- Unidos da Vila Maria: "Teatro Amazonas, Manaus em cena" (Theater Amazonas. Manaus in der Szene)
- X-9 Paulistana: "De eterna criança a embaixador da esperança...Renato Aragão, Didi Trapalhão!" (Vom ewigen Kind zum Botschafter der Hoffnung…Renato Aragão[20], Didi Trapalhão[21])
- Gaviões da Fiel: "Do mar das pérolas e das areias do deserto à cidade do futuro. Dubai, o sonho do Rei Maktoum" (Vom Meer der Perlen und dem Wüstensand zur Stadt der Zukunft. Dubai der Traum des König Maktoum)
- Império de Casa Verde: "Samba sabor cerveja, admirada há milênios. A nova sensação nacional!" (Samba mit Biergeschmack, bewundert seit Jahrhunderten. Die neue nationale Sensation)

## Teilnehmer des Karnevals 2012 (Grupo Especial)
- Império de Casa Verde
- Tom Maior
- Acadêmicos do Tucuruvi
- Rosas de Ouro
- Mancha Verde
- Vai-Vai
- Mocidade Alegre
- Camisa Verde e Branco
- Dragões da Real
- Pérola Negra
- Águia de Ouro
- Unidos de Vila Maria
- X-9 Paulistana
- Gaviões da Fiel